# Tanner Roark
Tanner B. Roark (Wilmington, 5 ottobre 1986) è un giocatore di baseball statunitense.

## Carriera

### Minor League (MiLB)
Roark frequentò la Wilmington High School di Wilmington nella contea di Will, Illinois.
Dopo aver ottenuto il diploma si iscrisse all'Università dell'Illinois situata tra le città di Urbana e Champaign. Da lì venne selezionato nel 25º turno del draft MLB 2008 dai Texas Rangers, giocando durante la stagione nella classe Rookie e nella classe A-avanzata. L'anno successivo militò principalmente nella classe A-avanzata ed esordì nella Doppia-A.
Il 31 luglio 2010, i Rangers scambiarono Roark assieme a Ryan Tatusko con i Washington Nationals in cambio di Cristian Guzmán. Nel 2011 rimase nella Doppia-A e nel 2012 giocò esclusivamente nella Tripla-A.

### Major League (MLB)

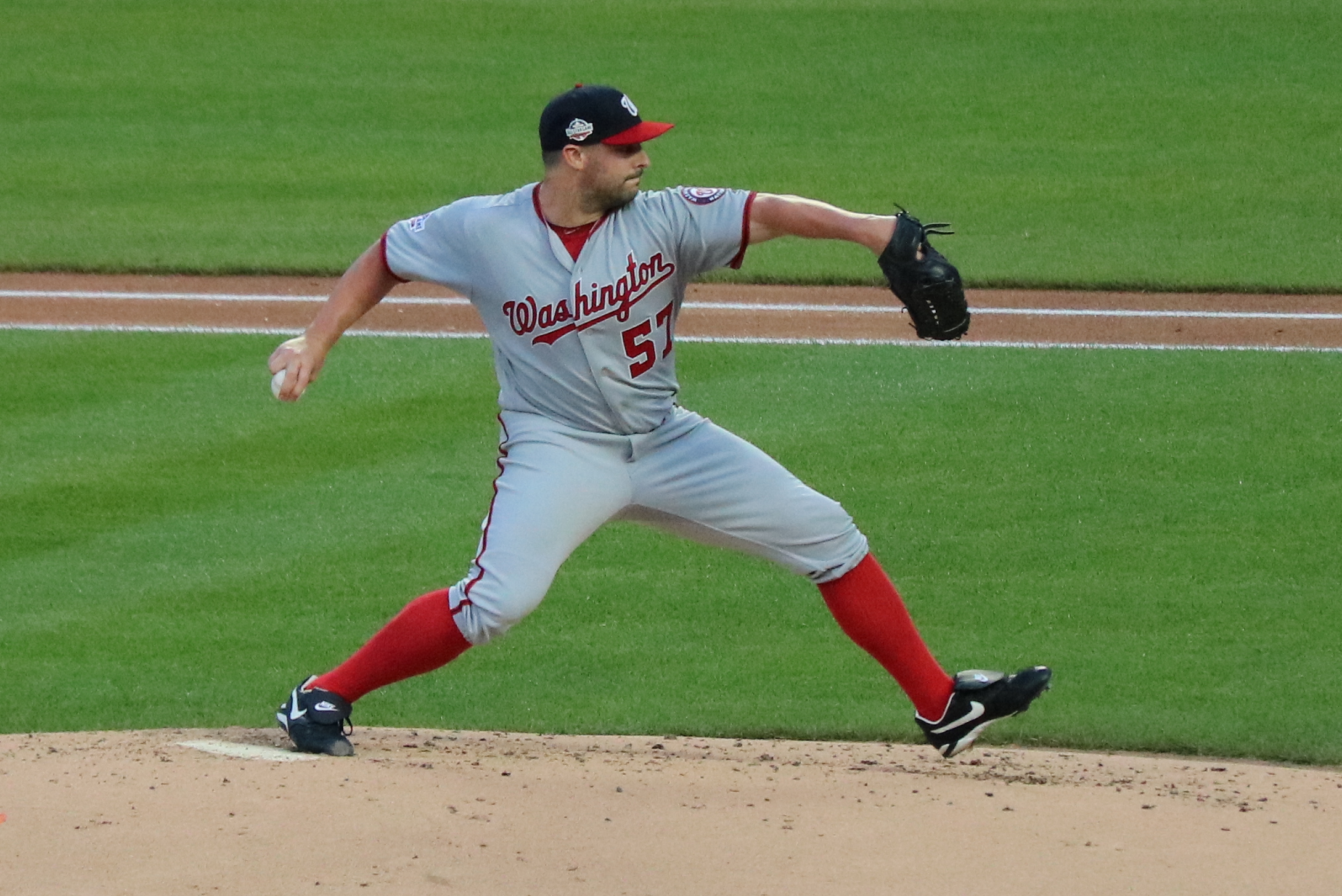
Roark con i Nationals nel 2018

Roark debuttò nella MLB il 7 agosto 2013, al Nationals Park di Washington contro gli Atlanta Braves, come lanciatore di rilievo. Concluse la stagione con all'attivo 14 partite disputate nella MLB e 33 nella Tripla-A.
Nel 2014 venne schierato come lanciatore partente mentre nel 2015 giocò prevalentemente come lanciatore di rilievo. L'anno seguente tornò a essere un partente.
Il 12 dicembre 2018, i Nationals scambiarono Roark con i Cincinnati Reds per Tanner Rainey. L'11 gennaio 2019, i Reds firmarono con Roark un contratto di anno per 10 milione di dollari.
Il 31 luglio 2019, i Reds scambiarono Roark con gli Oakland Athletics per il giocatore di minor league Jameson Hannah. Al termine della stagione 2019 divenne free agent.
Il 18 dicembre 2019, Roark firmò un contratto biennale del valore complessivo di 24 milioni di dollari con i Toronto Blue Jays. Venne designato per la riassegnazione il 30 aprile 2021 e svincolato il 3 maggio successivo, dopo aver disputato solo tre partite nella MLB.
L'11 maggio 2021, Roark firmò un contratto di minor league con gli Atlanta Braves, giocando per il resto della stagione nella Tripla-A. Divenne free agent il 5 settembre 2021.

## Nazionale
Roark venne convocato dalla Nazionale di baseball degli Stati Uniti d'America per l'edizione 2017 del World Baseball Classic, ottenendo come il resto della squadra al termine della competizione, la medaglia d'oro.

## Palmarès

### Nazionale
- World Baseball Classic:  Medaglia d'Oro

Team USA: 2017